# William af Ockham
 Der er for få eller ingen kildehenvisninger i denne artikel, hvilket er et problem. Du kan hjælpe ved at angive troværdige kilder til de påstande, som fremføres i artiklen.

William af Ockham (eller Occam ) (ca.1288-1347) var en engelsk munk og skolastisk filosof. Han kom fra landsbyen Ockham i Surrey i England. Han regnes som en af historiens største logikere, og hans navn knyttes i dag særligt til princippet om at den enkleste forklaring på et problem også er den bedste (Ockhams ragekniv).

## Filosofi
William af Ockham var blandt middelalderens fremmeste nominalister, og af flere regnes han som grundlægger af den moderne filosofi og epistemologien i særdeleshed. Han var elev af Duns Scotus, men blev senere uenig med ham. Han blev desuden uenig med paven om transsubstantiationen, og om gejstlige kunne besidde privat ejendom. Derfor blev han ekskommunikeret og flygtede til den tyske kejser, som var i krig med Frankrig, som var støttet af paven. Under sit ophold i Tyskland skrev han flere værker, hvori han talte for, at kirken skulle have mindre verdslig magt. Det har betydet, at man i eftertiden har betragtet ham som en af forløberne for Reformationen i 16. årh.
En af de vigtigste filosofiske opgaver for William var at gøre studiet af Logikken mere stringent og at adskille troen fra filosofien, så filosofien kunne frigøres fra teologiens overherredømme. Han mente, at mange filosoffer havde misforstået Aristoteles, og at det havde ført til, at logikken helt igennem var blevet underlagt metafysikken og teologien. William mente desuden, at studiet af de videnskabelige begreber var logikkens kerneområde, mens studiet af selve fænomenerne var videnskabens felt. Det medførte, at logikken skulle dreje sig om studiet af almenbegreberne, mens videnskaben handlede om studiet af det fysiske. Det betyder ikke, at William ikke var troende, for han mente, at der var grænser for, hvad mennesket kan erkende.

## Levned
William trådte ind i franciskanerordnen, mens han stadig var meget ung, og den første del af uddannelsen modtog han i franciskanerhuset i London. Senere flyttede han til Oxford, hvor han færdiggjorde sine studier og var parat til at overtage en lærestol. Inden han blev udnævnt, blev han imidlertid kaldt til Avignon, hvor paven havde residens. Han omtales derfor med titlen "Venerabilis Inceptor", hvilket betyder at han levede op til alle datidens nødvendige akademiske krav for en lærestol, men endnu ikke officielt besad en. Det var, mens han var i Oxford, at han skrev størstedelen af de filosofisk orienterede værker.
Inden Ockham fik sin lærestol i teologi, blev han kaldt til Avignon for at forsvare sine standpunkter over for en undersøgelseskommission under pave Joh. 22. Undersøgelseskommissionen var etableret på foranledning af rektoren for universitetet i Oxford, Lutterel, der efter sin aftræden i 1322 rejste til Avignon. Lutterel var dominikanermunk og overbevist tilhænger af Thomas Aquinas, og det er sandsynligvis ham, der forhindrede Ockham i at få en lærestol ved universitetet; måske fordi Ockham med sine fænomenale filosofiske, logiske og teologiske evner var vanskelig at bide skeer med for Lutterel.
Fra 1324 til 1328 forsvarede Ockham sine standpunkter i Avignon. Inden undersøgelseskommissionen var færdig, flygtede Ockham imidlertid fra Avignon sammen med sin ordensleder, Michael af Cesena, efter at ordenslederen åbent havde modsagt paven under en audiens. Under opholdet i Avignon havde Michael af Cesena involveret Ockham i spørgsmålet, om Kristus og hans apostle havde ejet noget privat eller i fællesskab. Det var et af de helt store spørgsmål i middelalderen og helt centralt for at forstå den konflikt, der var mellem den franciskanske tiggermunkeorden og de mere materialistisk orienterede dele af den katolske kirke med paven i spidsen.
De flygtende franciskanere fandt beskyttelse hos den tyske kejser Ludvig af Bayerns hof i München, og her begyndte William en utrættelig kritik af pavedømmet i Avignon. Det er således fra denne tid, at William Ockham skrev nogle af de mest berømte teologiske værker. Dette inkluderer bl.a. det omfangsrige halvfemsdagesværk (Opus XC dierum fra ca. 1332), hvor Ockham i løbet af kun tre måneder besvarede en pavelig skrivelse om, at Kristus ejede sin egen skjorte (Quia vir reprobus fra 1329). Pointen er, at ejendomsretten ikke kan begrundes naturretligt, men må føres tilbage til menneskets positive retsforordning. 
De flygtede fransiscanermunke blev ekskommunikeret fra den katolske kirke og fra deres egen orden pga. deres tydelige parti for den verdslige magt. Det var imidlertid ikke så stor en katastrofe, da paven efter pres fra den franske konge havde flyttet sin residens til Avignon. Det svækkede i væsentlig grad Pavens autoritet (denne 70-årige periode går i historien under navnet "Det babylonske fangenskab") og gjorde det muligt for tænkere som Ockham at leve videre, som om intet var hændt.
Inden Ockhams død skulle han ifølge franciskanermunken Philotheus Boehner, der har stået for hovedparten af genudgivelserne af Ockhams skrifter, have søgt syndsforladelse hos den katolske kirke. Ockhams situation skulle være blevet kritisk efter at hans beskytter, Ludwig af Bayern, døde i 1347. William af Ockham døde 9. april 1347 i München, måske af den sorte død. I 1359 blev ham posthumt rehabiliteret af den katolske kirke.

## Virkningshistorie
William Ockham var en af skolastikkens væsentligste tænkere. Reformatorerne tog 200 år senere afstand fra ham, da de opfattede ham som fortaler for den skolastiske teologiske tænkning. En måde at bedrive teologi på, som reformatorerne generelt tog afstand fra. Derfor gik han i glemmebogen i den protestantiske verden.
I den katolske kirke var der tendens til at kritisere Ockhams tænkning for at være årsagen til reformationen. Man gjorde således Thomas Aquinas til den væsentligste katolske teolog og tog samtidigt afstand fra hans efterfølgere. I næsten 500 år blev Ockham derfor kun husket af den katolske kirke – og det i en meget negativ version.
I det seneste godt halve århundrede har Ockham fået en genfødsel. Franciskanerordenen begyndte således at genudgive hans skrifter. Når man læser introduktioner m.m. skal man imidlertid være opmærksom på, hvem der udlægger teksten. Det spiller således stadig en væsentlig rolle, om der er tale om en katolsk udlægning... 
William af Ockham og diskussionen om ejendomsret var en vigtig inspirationskilde til Umberto Ecos figur William af Baskerville i romanen Rosens navn fra 1981.